# Granatnik XM148
XM148 – amerykański prototypowy granatnik podwieszany, zaprojektowany w latach 60. XX wieku przez przedsiębiorstwo Colt Firearms.
Granatnik XM148, przystosowany do montażu pod lufą karabinu automatycznego M16, powstał z myślą o zastąpieniu samodzielnych granatników M79, których główną wadą była konieczność posiadania przez strzelca dodatkowej broni (pistoletu) przeznaczonej do samoobrony.
Testy polowe broni odbyły się podczas wojny wietnamskiej. Granatniki XM148 dostarczone zostały wybranym oddziałom piechoty w 1967 roku. Broń okazała się zawodna i sprawiała problemy z ładowaniem oraz celowaniem, w rezultacie została wycofana po kilku miesiącach. Ostatecznie do służby w wojskach amerykańskich weszły zaprezentowane w 1969 roku granatniki podwieszane M203, produkowane przez AAI Corporation.